# Полынь солянковидная
Полы́нь солянкови́дная, или Полынь соля́нковая (лат. Artemisia salsoloides) — многолетнее растение, вид рода Полынь (Artemisia) семейства Астровые (Asteraceae).

## Ботаническое описание
Полынь солянковидная — невысокий (15—35 см высотой) полукустарник с толстым, деревянистым корнем. Бесплодные вегетативные побеги многолетние, деревянистые, укороченные, сильно ветвятся. Плодоносящие стебли прямые, буроватые, голые или покрыты рассеянными короткими волосками, в нижней части одревесневают.
Листья сизоватые, голые, реже покрыты малозаметными волосками. Нижние листья перисторассечённые, длиной 2—3,5 см, средние стеблевые листья тройчаторассечённые, верхние — простые.
Соцветие — узкая короткая густая кисть, состоящая из яйцевидных корзинок длиной 2,5—3 мм. Краевые цветки корзинок (обычно 4—6 штук) пестичные, цветки диска (8—9 штук) — тычиночные.
Плоды — яйцевидные, плосковатые тёмно-бурые семянки длиной до 1,2 мм.

## Распространение и экология
Полынь солянковидная — петрофит и кальцефит. Это характерное растение меловых обнажений, встречается также на обнажениях известняка и других пород. Размножается семенами. Несмотря на значительный ареал, является редким видом, численность которого сокращается из-за неумеренного выпаса скота, а также разработки месторождений мела. Внесена в Красную книгу России.
В России полынь солянковидная встречается:
- на юго-востоке Белгородской области,
- на юге Воронежской области,
- в Ростовской области (в Верхнедонском районе на правом берегу Дона и его притоке реке Тихой, в Миллеровском районе на правых берегах рек Камышная и Полная, Чертковском районе, Каменском районе по реке Глубокая и в Куйбышевском районе по реке Тузлов),
- в Волгоградской области по берегам притоков Дона (Хопёр, Медведица, Иловля, Голубая),
- в большей части Саратовской, Самарской и Оренбургской областей,
- на юго-западе республики Башкортостан
- на крайнем юго-востоке Татарстана,
- в Ульяновской и Астраханской областях (встречается единично).
- на Кавказе: Краснодарский край, Дагестан.

За пределами России — на востоке Украины, западе Казахстана и в Азербайджане.

## Химический состав
Листья и соцветия в сухом состоянии, собранные в фазе начала плодоношения, содержали 0,77 % эфирного масла.

## Значение и применение
Домашними животными не поедается.